# Provinzen des Kaiserreichs Brasilien

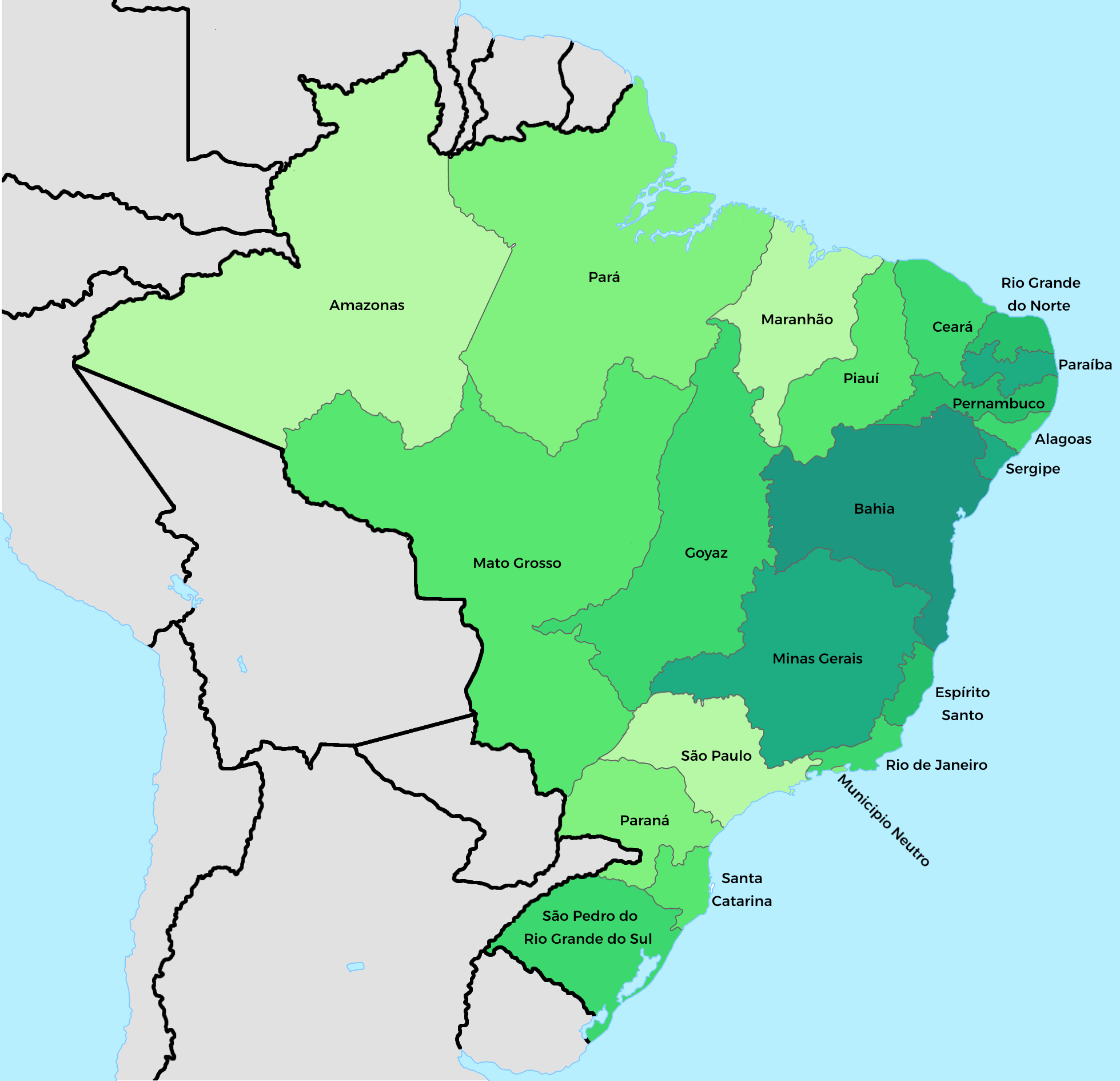
Provinzen und die neutrale Gemeinde auf dem Gebiet des brasilianischen Kaiserreichs im Jahr 1889.

Die Provinzen waren Untergliederungen des brasilianischen Territoriums, die im Königreich Brasilien geschaffen und vom brasilianischen Kaiserreich übernommen wurden. Sie wurden nach der Umwandlung der Kapitanate in Überseeprovinzen durch das Allgemeine und Außerordentliche Gericht der portugiesischen Nation am 28. Februar 1821 eingerichtet, noch innerhalb des Vereinigten Königreichs Portugal, Brasilien und den Algarven.
Mit der Verfassung von 1824 wurde der Allgemeine Rat der Provinzen (Conselho Geral de Província) geschaffen, die Legislative der Provinzen, die den nicht mehr existierenden Rat der Provinzstaatsanwälte (Conselho dos Procuradores das Províncias) ersetzte. Dieser Rat setzte sich aus 21 oder 13 gewählten Mitgliedern zusammen, je nach Bevölkerungszahl der Provinz.
Alle von den Räten gefassten „Beschlüsse“ (Gesetze) („resoluções“ (leis)) mussten von der Generalversammlung (Assembleia Geral) genehmigt werden, ohne dass ein Einspruchsrecht bestand. Die Provinzräte (Conselhos Provinciais) hatten auch keine Befugnis, Einnahmen zu erzielen, und ihre Haushalte wurden von der Generalversammlung debattiert und ratifiziert. Die Provinzen besaßen keine Autonomie und waren der nationalen Regierung (governo nacional) völlig untergeordnet.
Mit der Verfassungsänderung von 1834, dem so genannten Zusatzgesetz (Ato Adicional de 1834), wurden die Generalräte der Provinzen durch die gesetzgebenden Versammlungen der Provinzen abgelöst. Die neuen Versammlungen genossen eine viel größere Autonomie gegenüber der nationalen Regierung. Die Provinzversammlung (Assembleia Provincial) setzte sich aus 36, 28 oder 20 gewählten Abgeordneten zusammen, deren Zahl von der Bevölkerungszahl der Provinz abhing. Die Wahl der Provinzabgeordneten erfolgte nach demselben Verfahren wie die Wahl der allgemeinen Abgeordneten in die Abgeordnetenkammer (Câmara dos Deputados).
Nach der Ausrufung der Republik Brasilien (Proclamação da República do Brasil) im Jahr 1889 wurden die kaiserlichen Provinzen in Staaten umbenannt.

## Provinzen (Províncias)
| Flagge | Wappen     | Provinz                        | Hauptstadt                                    | Karte             |
| ------ | ---------- | ------------------------------ | --------------------------------------------- | ----------------- |
|        | semmoldura | Alagoas                        | Maceió                                        | semmoldura        |
|        | semmoldura | Amazonas                       | Manaus                                        | semmoldura        |
|        | semmoldura | Bahia                          | São Salvador                                  | semmoldura        |
|        | semmoldura | Ceará                          | Fortaleza                                     | semmoldura        |
|        | semmoldura | Cisplatina                     | Montevidéu                                    | semmoldura        |
|        | semmoldura | Espírito Santo                 | Vitória                                       | semmoldura        |
|        | semmoldura | Goiás                          | Vila Boa de Goiás                             | semmoldura        |
|        | semmoldura | Grão-Pará                      | Belém                                         | semmoldura        |
|        | semmoldura | Maranhão                       | São Luís                                      | semmoldura        |
|        | semmoldura | Mato Grosso                    | Cuiabá                                        | semmoldura        |
|        | semmoldura | Minas Gerais                   | Ouro Preto                                    | semmoldura        |
|        | semmoldura | Município Neutro               | Rio de Janeiro                                | semmoldura        |
|        | semmoldura | Paraná                         | Curitiba                                      | semmoldura        |
|        | semmoldura | Paraíba                        | Parahyba                                      | semmoldura        |
|        | semmoldura | Pernambuco                     | Olinda (1821–1837) Recife (1837–1889)         | semmoldura        |
|        | semmoldura | Piauí                          | Oeiras (1821–1852) Teresina (1852–1889)       | semmoldura        |
|        | semmoldura | Rio de Janeiro                 | Niterói                                       | semmoldura        |
|        | semmoldura | Rio Grande do Norte            | Natal                                         | semmoldura        |
|        | semmoldura | Santa Catarina                 | Desterro                                      | semmoldura        |
|        | semmoldura | São João da Palma              | Cavalcante (1821–1823)                        | São João da Palma |
|        | semmoldura | São Paulo                      | São Paulo                                     | semmoldura        |
|        | semmoldura | São Pedro do Rio Grande do Sul | Porto Alegre                                  | semmoldura        |
|        | semmoldura | Sergipe                        | São Cristóvão (1821–1855) Aracaju (1855–1889) | semmoldura        |

## Änderungen
Die Grenzen dieser Provinzen waren während des brasilianischen Kaiserreichs nicht vollständig festgelegt und änderten sich ebenso wie die Grenzen Brasiliens zu seinen Nachbarländern.
Die Provinz Cisplatina wurde 1828 unter dem Namen Orientalische Republik Uruguay (República Oriental do Uruguai) unabhängig. Während des Kaiserreichs wurden nur zwei Provinzen geschaffen: 1850 die Provinz Amazonas, die durch das Gesetz Nr. 582 vom 5. September aus der Provinz Pará ausgegliedert wurde, und am 29. August 1853 die Provinz Paraná, die durch das Gesetz Nr. 704 aus der Provinz São Paulo ausgegliedert wurde. Mit der Unabhängigkeit Uruguays, der ehemaligen Provinz Cisplatina, und der Schaffung der Provinz Paraná verfügte Brasilien somit über zwanzig Provinzen. Mit der Proklamation der Republik wurden sie in „Staaten“ umbenannt, wobei die Grenzen der alten Provinzen beibehalten wurden.
Seit der Ankunft des portugiesischen Hofes im Jahr 1808 haben sich wichtige Veränderungen in der politisch-administrativen Aufteilung Brasiliens ergeben:
- Die Regierung der Insel Santa Catarina wurde durch eine königliche Charta vom 14. April 1809 vom Kapitanat São Pedro do Rio Grande getrennt.
- Die Trennung des Kapitanats Piauí vom Kapitanat Maranhão, dem er unterstellt war, durch eine königliche Urkunde (Carta régia) vom 10. Oktober 1811.
- Das Dreieck von Minas Gerais (triângulo mineiro) wurde durch eine Urkunde vom 4. April 1816 von Goiás auf Minas Gerais übertragen.
- Die Schaffung des Kapitanats Alagoas am 16. September 1817, das aus dem Kapitanats Pernambuco ausgegliedert wurde.
- Die Schaffung des Kapitanats Rio Grande do Norte am 18. März 1818, das aus dem Kapitanat Paraíba ausgegliedert wurde.
- Die Trennung des Kapitanats Sergipe vom Kapitanat Bahia, dem es unterstellt war, am 8. Juli 1820.
- Die Stadt Lages wurde 1820 mit Urkunde vom 9. September von São Paulo nach Santa Catarina verlegt.
- Die Übertragung der Comarca do Rio São Francisco, die bis dahin zu Pernambuco gehörte, an die Provinz Bahia im Jahr 1827.[9] Die Comarca do São Francisco, die von 1824 bis 1827 zu Minas Gerais gehörte, ist das heutige West-Bahia.[10][11][12]
- Die Region Espírito Santo südlich des Flusses Itabapoana, die damals die Gemeinden Campos dos Goytacazes und São João da Barra umfasste, wurde durch das Gesetz Nr. 465 vom 31. August 1832 der Provinz Rio de Janeiro zugeschlagen.
- Die Neutrale Gemeinde (Município Neutro), heute Stadtbezirk von Rio de Janeiro und damals kaiserliche Hauptstadt, wurde durch das Gesetz Nr. 16 vom 12. August 1834 von der Provinz Rio de Janeiro getrennt.
- Gründung der Provinz Amazonas aus dem Gebiet von Grão-Pará durch das Gesetz Nr. 582 vom 5. September 1850.
- Das Gebiet zwischen den Flüssen Turiaçu und Gurupi in der Provinz Pará wurde durch das Dekret Nr. 639 vom 12. Juni 1852 Teil der Provinz Maranhão.
- Gründung der Provinz Paraná aus dem Gebiet von São Paulo durch das Gesetz Nr. 704 vom 29. August 1853.
- Durch den Vertrag von Asunción vom 9. Januar 1872 wurde nach dem Paraguay-Krieg (Guerra do Paraguai) das Gebiet südlich von Dourados annektiert, das Teil von Mato Grosso wurde und heute zu Mato Grosso do Sul gehört.
- Gebietsaustausch zwischen Ceará und Piauí per Allgemeinverfügung am 22. Oktober 1880. Amarração (heute Luís Correia), das von Piauí beansprucht wird, aber unter der Regierung von Ceará steht, wird im Austausch gegen Príncipe Imperial (heute Crateús) und die Unabhängigkeit an Piauí (Independência (Ceará)) übertragen.[13]

### Palmas-Frage
Am 5. Februar 1895 setzte sich der damalige Präsident der Vereinigten Staaten, Grover Cleveland, in der Palmas-Frage (Questão de Palmas) für Brasilien durch, und der Westen von Santa Catarina gehörte endgültig zu Brasilien. Die Region blieb jedoch zwischen Paraná und Santa Catarina bis 1916 umstritten, als die Grenzen zwischen den beiden Staaten endgültig festgelegt wurden.